# 和良村立土京小学校
和良村立土京小学校（わらそんりつ どきょうしょうがっこう）は、かつて岐阜県郡上郡和良村（現・郡上市）に存在した公立小学校。

## 概要
- 校区は土京・下土京・下土京であった。1969年、和良小学校に統合され、廃校。

## 沿革
- 1873年（明治6年） - 土京村字仲井野に土京義校として開校。
- 1886年（明治19年） - 土京簡易科小学校に改称する。
- 1893年（明治26年） - 土京尋常小学校に改称する。
- 1894年（明治27年） - 
  - 鹿倉村、宮代村、野尻村、三庫村、横野村、宮地村、沢村、法師丸村、下洞村、土京村、方須村が合併し、和良村が発足。
  - 沢尋常高等小学校、土京尋常小学校、三庫簡易科小学校、三邑学校が統合され、和良尋常高等小学校となる。旧・土京尋常小学校はに和良尋常高等小学校北分校となる。
- 1905年（明治38年）3月 - 北分校が土京尋常高等小学校として独立する。
- 1912年（大正元年）12月 - 校舎（木造2階建）を新築。
- 1914年（大正3年） - 農業補習学校を付設する。
- 1921年（大正10年） - 付設の農業補習学校が土京農業補習学校として独立。土京尋常高等小学校に併設する。
- 1935年（昭和10年） - 校舎を増築。
- 1940年（昭和15年） - 校舎を増築。
- 1941年（昭和16年）4月1日 - 土京国民学校に改称する。
- 1942年（昭和17年） - 校舎を改築。
- 1947年（昭和22年）4月1日 - 和良村立土京小学校に改称する。
- 1950年（昭和25年） - 校舎を増築。
- 1951年（昭和26年）10月 - プールが完成。
- 1968年（昭和43年）12月 - 和良小学校への統合が議会で議決される。
- 1969年（昭和44年）
  - 3月26日 - 閉校式を行う。
  - 3月31日 - 和良小学校に統合され、廃校。